# Campo Grande
Pour les articles homonymes, voir Campo Grande (homonymie).
Campo Grande est la capitale de l’État brésilien du Mato Grosso do Sul, qui est situé dans la région centre-ouest  et a une frontière avec la Bolivie et le Paraguay. C’était la route obligatoire pour se diriger, par terre, de São Paulo ou du Minas Gerais vers le Mato Grosso.
Au début des années 1900, on termina le chemin de fer reliant Campo Grande, Corumbá, à la limite du  Pantanal et Bauru, dans l'État de São Paulo. En outre, depuis le début du XXe siècle, Campo Grande est le siège du Commandement Militaire de l'Ouest. La ville est devenue un centre commercial important, provoquant une augmentation de la population de 140 000 personnes en 1970 à 700 000 personnes en 2000.
En 1977, l'État de Mato Grosso a été divisé en Mato Grosso (MT) avec comme capitale Cuiabá et Mato Grosso do Sul (MS), capitale Campo Grande.
La ville a sa propre culture, qui est un mélange des cultures des anciens voyageurs, avec ses chansons (rythmes locaux principaux : le vanerão, le chamamé - avec leurs caractéristiques d'origine), ses spécialités culinaires (sobá, une version du soba japonais et le  churrasco - l'État est le plus grand producteur du bœuf au Brésil), et ses gens, mélange de personnes de toutes les parties du Brésil et du monde, dont beaucoup d’immigrés  japonais, portugais, et libanais.

## Histoire

### Le bourg
En 1870, durant la guerre de la triple alliance, on apprit à Monte Alegre (Triângulo Mineiro) qu'il existait de bonnes terres pour l'élevage dans la région qui s'appelait « Campo Grande de Vacaria ». Cette nouvelle plut à José Antônio Pereira, qui avait besoin de terres pour abriter sa famille. Il y arriva le 21 juin 1872 et occupa des terres fertiles et complètement abandonnées dans la Serra de Maracuja au confluent de deux cours d'eau qui seront appelés plus tard Prosa et Segredo et où se trouve actuellement le Jardin Botanique.
L’année suivante, José Antônio Pereira revint à Monte Alegre laissant sa nouvelle maison et ses cultures aux soins de son associé João Nepomucene qui était un caboclo de Camapuã.
Le 14 août 1875, Jose Antonio Pereira retourna à Campo Grande avec sa famille (épouse et huit enfants) et d'autres personnes dont des esclaves (en tout, 62 personnes). Dans la première maison qu'il avait construite s'étaient installés Vieira de Sousa (Manoel Olivério) et sa famille, venant de Prata, Minas Gerais, les familles s'unirent et formèrent la première génération de campo-grandenses.
En fin de 1877, José Antônio remplit une promesse faite durant le voyage de retour et construisit une première chapelle couverte de tuiles.
Les maisons mal alignées formaient la première rue, appelée «rua Velha» et actuellement « rua 26 de agosto » et qui se terminait par une petite place (actuellement « praça dos Emigrantes ») où elle bifurquait formant deux rues.
Jose Antonio Pereira, fondateur du bourg, construisit sa résidence définitive à la fin de la ramification du bas (aujourd'hui « rua Barão de Melgaço »). Il mourut dans sa ferme « Bom Jardim », le 11 janvier 1900, quelques mois après l'émancipation politique du bourg (26/08/1899).
À partir de 1879, de nouvelles caravanes d'habitants du Minas Gerais arrivèrent et furent réparties dans les terres libres presque toujours sur l'orientation du fondateur. Les premières fermes d'«Arraial de Santo Antonio de Campo Grande» étaient ainsi créées. Au centre de la rue, dans le commerce et la pharmacie, qui appartenaient à Joaquim Vieira de Almeida, se réunissait la haute société. Joaquim, qui était l'homme qui était le plus instruit du bourg, rédigeait les documents publics et privés.
Là on résolvait les problèmes de la communauté et formulait les revendications aux pouvoirs publics dont la demande d'émancipation politique du bourg.

### La municipalité
La région et le bourg se développèrent grâce au climat et à la situation géographique privilégiée. Ce qui attira les habitants de São Paulo, du Rio Grande do Sul, du Paraná et du Nordest entre autres. Après de nombreuses demandes et à cause de sa situation stratégique de passage en direction de l'extrême sud de l'État, de Camapuã  et du Triângulo Mineiro, le gouvernement de l'État, le 26 août 1899 éleva le bourg à la condition que la municipalité changeant son nom en Campo Grande.
La municipalité de Campo Grande se développa avec l'élevage dans les fermes à proximité et dans les terrains libres de Vacaria. Elle devint un centre commercial des bovins d'où partaient les troupeaux vers le Triangulo Mineiro et le Paraguay. Construite en 1900 par Manuel da Costa Lima, la route « boiadeira » (des troupeaux de bœufs), aujourd'hui la BR-163 relia Campo Grande aux marges du Paraná. Cela ouvrait la voie vers São Paulo ; ce qui favorisa le commerce local. En 1909, l'ingénieur militaire Temístocles Pais de Sousa Brasil, arrive à Campo Grande pour étudier l'installation du Commandement local de l'armée au sud du Mato Grosso.

### La ville
La « comarca » est créée en 1910 avec Arlindo de Andrade Gomes comme juge de paix et Tobias De Santana comme procureur. Les idées modernes des premiers administrateurs avaient influencé plusieurs secteurs, de l'élevage à l'urbanisme et on aménage la zone urbaine avec des avenues larges et arborées. L'énergie électrique est installée en 1916 et le 16 juillet 1918, la municipalité est promue à la catégorie de ville. De 1921 à 1923, durant la gestion de l'intendant Arlindo de Andrade, des améliorations sont faites (urbanisation de l'avenue Alfonso Pena, arborisation des artères principales et secondaires et création d'un jardin, place Ari Coelho, entre autres)

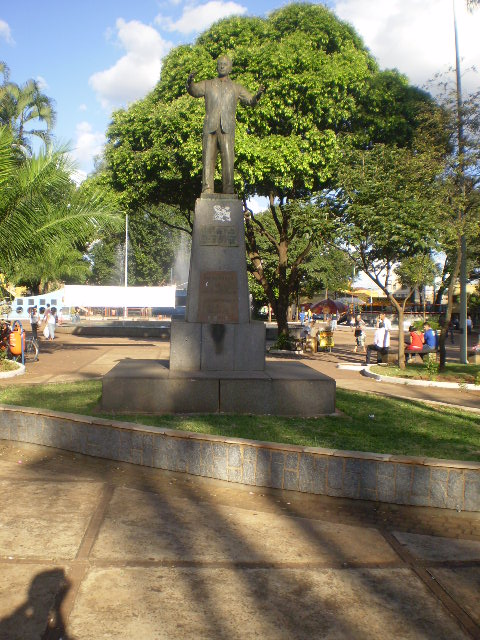
Place Ari Coelho

En 1914, l'arrivée du chemin de fer du nord-ouest du Brésil RFFSA -Rede ferroviária federal (actuellement du Novoeste) profita à la ville et à l'État, reliant les deux bassins fluviaux du Rio Paraná et du Rio Paraguay, aux pays voisins : la Bolivie (à Corumbá) et vers le Paraguay (à Ponta Porã). Ce fut un grand point de départ pour le développement de Campo Grande, qui apparut comme la plus dynamique de l'ancien État de Mato Grosso.
La ville devient, en 1921, le siège du Commandement de la Circonscription militaire, d'abord installé à Corumbá (avant son arrivée à Campo Grande, la Circonscription de la 9e Région militaire eut comme sièges successivement Cuiabá et d'Aquidauana). Ce transfert et la construction des bâtiments correspondants ont aussi contribué au développement de la ville.
À partir de 1924, la ville vit une forte immigration de Japonais, Arabes et Arméniens.
En 1930. elle était peuplée de 12 000 habitants, avait trois agences bancaires, des bureaux de postes et télégraphes, des établissements d'enseignement publics primaires et secondaires et des clubs de loisirs. Elle bénéficiait d'une distribution d'eau potable, d'énergie électrique et du téléphone.
En 1932, lors de la révolution constitutionnaliste, les chefs politiques rompirent avec le pouvoir et s'allièrent à São Paulo contre tous. On proclama un État indépendant nommé État de Maracaju avec Campo Grande comme capitale
La capitale de l'État de Mato Grosso, Cuiabá fortement influencée par Goiás, Rio de Janeiro, Paraná et Minas Gerais), continua d'être fidèle au Gouvernement.
Le nouvel État représentait une ancienne revendication des habitants du sud du Mato Grosso. Le vieux rêve ne dura que quelques mois et en octobre 1932 tout rentra dans l'ordre antérieur.

### Division
Avec la victoire du gouvernement central, le rêve de division était perdu mais réapparut en 1958.
Avec le général Ernesto Geisel, Président de la République, le général Golbery do Couto e Silva devient chef de la Maison Civile. Vingt ans auparavant, ces deux militaires comme colonels avaient étudié la division de l'État et avaient conclu que cette division était nécessaire vu la différence entre le nord (début de la forêt amazonienne) et le sud (avec ses prairies à pâturages).
Dans les années 1960, Campo Grande abrite sa première institution d'enseignement supérieur : une Université Catholique transformée plus tard en Université Catholique Dom Bosco.
Finalement, le nouvel État de Mato Grosso do Sul est créé le 11 octobre 1977 avec comme capitale Campo Grande.

## Immigration
Lorsque le Brésil abolit l’esclavage des noirs, le besoin de main d'œuvre en ville et dans les campagnes était devenu une question urgente et le gouvernement tenta de résoudre ce problème par l'immigration.
Immigration allemande et de l'Europe de l'Est
En 1924, l'Europe, et spécialement l'Allemagne, vivait les conséquences de la Première Guerre mondiale. Une compagnie de colonisation allemande, la « Hacker » fit une publicité et projeta des films vantant la qualité de vie et le succès des colonies européennes au sud du pays. Cette compagnie organisa la venue d'un groupe d'Allemands, de Bulgares, de Polonais, de Russes, d'Autrichiens et de Roumains pour les établir dans un noyau agricole à proximité de Campo Grande. La « Hacher » ne survécut pas et la municipalité de Campo Grande prit sur elle la totale responsabilité des immigrants : fourniture de nourriture, de matériel agricole, de semences, d'ustensiles domestiques, etc. Cependant la colonie ne se développa pas et les immigrants retournèrent en Europe ou s'établirent dans le sud du pays.
Immigration espagnole
Durant les premières décennies du XXe siècle, plusieurs familles espagnoles s'installèrent à Campo Grande. Les petits-enfants de ces immigrants sont aujourd'hui répartis dans divers secteurs d'activité sociale, politique et commerciale de la ville.
Immigration italienne
Bernardo Franco Bais fut le premier des immigrants italiens. D'autres familles italiennes contribuèrent à l'histoire de la ville.
Immigration japonaise
La Compagnie impériale d'immigration fut créée à cause du chômage et de la surpopulation.
Le 18 juin 1908, le navire Kassato Maru accosta à Santos amenant 781 immigrants dont 26 familles se destinaient au Mato Grosso attirées par les terres fertiles, peu occupées et le climat agréable.
Certains immigrants étaient encouragés par la demande de main-d'œuvre pour la construction du chemin de fer dans le Mato Grosso. Les salaires promis étaient élevés pour l'époque. En 1909, un groupe de 75 immigrants, en majorité originaires d'Okinawa, partit de Santos sur un cargo loué par le constructeur du chemin de fer. Ils débarquèrent dans l'estuaire du Rio da Prata et traversèrent l'Argentine jusqu'au Rio Paraguay suivant son cours jusqu'à Porto Esperança, base du constructeur du chemin de fer. D'autres arrivèrent par le Pérou.
Les conditions difficiles (moustiques, attaques d'Indiens) provoquèrent beaucoup d'abandons.
À la fin de la construction, en 1914 et 1915, beaucoup de ces immigrants se fixèrent à Campo Grande attirés par les conditions intéressantes dont l'offre de lots de terrain avec paiements très échelonnés.
La région manquait de légumes et le prix de la nourriture y était très élevé. Un groupe de Japonais créa un noyau de colonisation nommé Mato do Segredo qui fut un précurseur. Quatre-vingts ans plus tard, la vente de fruits et légumes est encore concentrée dans les mains de la colonie japonaise que l'on rencontre au marché municipal et au marché central transformés en point touristique avec ses baraques stylisées, le soba, le yakisoba et les broches de viande. Des générations de descendants de Japonais, choisirent des professions libérales comme la médecine, l'odontologie, la politique ou le commerce.
Immigration paraguayenne
L'instabilité qui a toujours régné au Paraguay depuis son indépendance (le pays passa par des guerres, des coups d'État et des dictatures militaires), provoqua la sortie du pays de nombreux habitants à la recherche de tranquillité et de nourriture pour leur famille. Vu la longue frontière de ce pays avec le Mato Grosso do Sul, et le passage facile, beaucoup de Paraguayens ont immigré et continuent à immigrer vers cet État du Brésil. À Campo Grande, la très nombreuse colonie paraguayenne exerce son influence dans toutes les activités économiques, sociales, politiques et culturelles.
Le premier noyau de Paraguayen s'installa à l'actuel emplacement de la Vila Carvalho en 1905 avec la famille d'Eugène Escobar. La Vila Popular est aussi formée en sa majorité de Paraguayens qui y arrivèrent en 1959, près de l'industrie de conservation de la viande, FRIMA, qui les employait, principalement dans la fabrication de la viande salée et séchée. Ils s'introduisirent dans les plus divers segments de la société, les uns travaillant le cuir dans les fabrications de selles et de chaussures, les autres comme coiffeurs, tenanciers de bars ou restaurants. Certains de leurs fils sont avocats, médecins, etc.
L'influence culturelle paraguayenne est très marquée à Campo Grande avec ses groupes buvant le tereré (type de thé froid), la polka paraguayenne, le chamamé, la fête de Notre Dame de Caacupê avec ses messes, beaucoup de nourriture et des danses. Dans l'alimentation, la "chipa" et la "sopa paraguaia" font partie du menu de Campo Grande. Une influence des coutumes du Paraguay est l'utilisation d'herbes médicinales.
Immigration portugaise
En  1913, Antonio Secco Thomé et ses fils Manoel et Joaquim Maria Secco Thomé arrivent à Campo Grande. Comme menuisiers et charpentiers, ils trouvent de suite du travail et rapidement ouvrent leur propre entreprise. Des années plus tard, ils fondent la firme Thomé S. Irmãos, une des plus grandes de la ville, responsable pour des travaux très importants pour la ville et pour d'autres dans le Mato Grosso. D'autres familles portugaises se sont établies à Campo Grande.
Immigration syro-libanaise
À partir de 1912, fuyant les guerres et troubles du Moyen-Orient, des Syriens, Libanais, Turcs et Arméniens arrivèrent à Santos. De là, ils furent pour Porto de Corumbá, qui était la porte d'entrée de Centre-Ouest et le pôle commercial du Mato-Grosso. Certains furent pour Campo Grande, sur des ânes et des chariots tirés par des équipages de bœufs, d'autres par le chemin de fer du Nord-Est du Brésil. Ils arrivèrent pleins d'espérance et de volonté de travailler, dans la prospère ville de Campo Grande. Au début, ils colportaient leurs marchandises dans l'intérieur du pays. Le colporteur devint marchand et, rue 14 de Julho, avenue Calógenas et rue 26 de Agosto, ils commencèrent à monter leurs magasins pleins de marchandises les plus variées. Amim Scafe fut le premier commerçant arabe qui s'installa à Campo Grande en 1894. De là, d'autres beaucoup d'autres sont arrivés. De génération en génération, ils se sont répartis dans toutes les activités de la société.

## Territoire
- Toponyme : Son nom actuel vient de son premier nom qui était « Arraial de Santo Antônio de Campo Grande ».
- Fuseau horaire : le fuseau horaire est de -1 h par rapport à Brasilia et de -4h par rapport au UTC
- Localisation : Située sur un plateau à 542 mètres d'altitude dans la région méridionale du Centre-Ouest à 884 km au sud-ouest de Brasilia[2], Campo Grande a une topographie plane au centre géographique de l´État dans la Serra de Maracaju sur la ligne de partage des eaux des rios Paraná et Paraguay.
- Végétation : prédominance de sertões et d'herbages.
- Hydrographie

1. Bassin Rio Paraná
2. Sous-bassin : Rio Pardo.
3. Rivières (rios) : Anhandui et Anhanduizinho
4. Rivières (Córregos) : Prosa, Segredo, Lageado e Guariroba (l'eau potable vient principalement de ces deux dernières rivières).

- Religion : la cité fait partie à l'archidiocèse de Campo Grande et son patron est saint Antoine.
- Sport : le guanandizão est un gymnase situé à Campo Grande.

## Climat
À Campo Grande, les températures sont très variables pendant toute l'année. Le plus habituel est le climat tropical d'altitude avec deux saisons bien définies : chaude et humide durant l'été, et froid et sec durant l'hiver. En hiver, la température peut tomber sous le point de congélation. Les précipitations moyennes sont de 1 500 mm par an, avec des variations suivant l'année. L'amplitude thermique est très grande vu le peu d'influence maritime (la ville est très éloignée de la mer).
Le temps à Campo Grande :
| Mois                                  | Jan.  | Fev.  | Mars  | Avril | Mai   | Juin | Juillet | Août | Sept. | Oct.  | Nov.  | Déc.  | Année  |
| ------------------------------------- | ----- | ----- | ----- | ----- | ----- | ---- | ------- | ---- | ----- | ----- | ----- | ----- | ------ |
| Température moyenne (°C)              | 24,4  | 24,4  | 24,0  | 23,1  | 20,4  | 19,1 | 19,3    | 21,8 | 22,6  | 24,1  | 24,3  | 24,3  | 22,7   |
| Température mínima absolue (°C)       | 12,1  | 7,4   | 8,2   | 7,5   | 2,0   | 1,7  | -3,4    | -0,4 | 2,0   | 8,8   | 10,6  | 14,8  | -3,4   |
| Température mínima moyenne (°C)       | 19,7  | 20,1  | 18,3  | 18,4  | 16,0  | 15,3 | 14,0    | 16,0 | 17,5  | 18,9  | 19,5  | 20,4  | 17.8   |
| Température maxima absolue (°C)       | 35,3  | 34,7  | 35.0  | 34,4  | 32,5  | 32.0 | 32,6    | 35,8 | 39,5  | 37,4  | 40,1  | 37,2  | 40.1   |
| Température maxima moyenne (°C)       | 28,6  | 30,4  | 30,2  | 29,2  | 27,1  | 26,1 | 26,7    | 29.0 | 27,5  | 30,6  | 30,4  | 29,8  | 29.8   |
| Moyenne des précipitations (mm)       | 243,3 | 187,1 | 145,4 | 101,2 | 111,4 | 44,0 | 45,7    | 39,7 | 81,1  | 130,0 | 110,0 | 229,3 | 1469,0 |
| Maxima des précipitations en 24h (mm) | 109,2 | 69,8  | 90,0  | 112,0 | 147,0 | 53,4 | 60,8    | 37,3 | 75,8  | 102,2 | 115,1 | 80,8  | 147,0  |
| Humidité relative de l'air (%)        | 80,8  | 80,6  | 78,0  | 77,5  | 74,8  | 72,3 | 65,9    | 59,6 | 63,2  | 67,6  | 72,5  | 80,3  | 72,8   |

## Économie

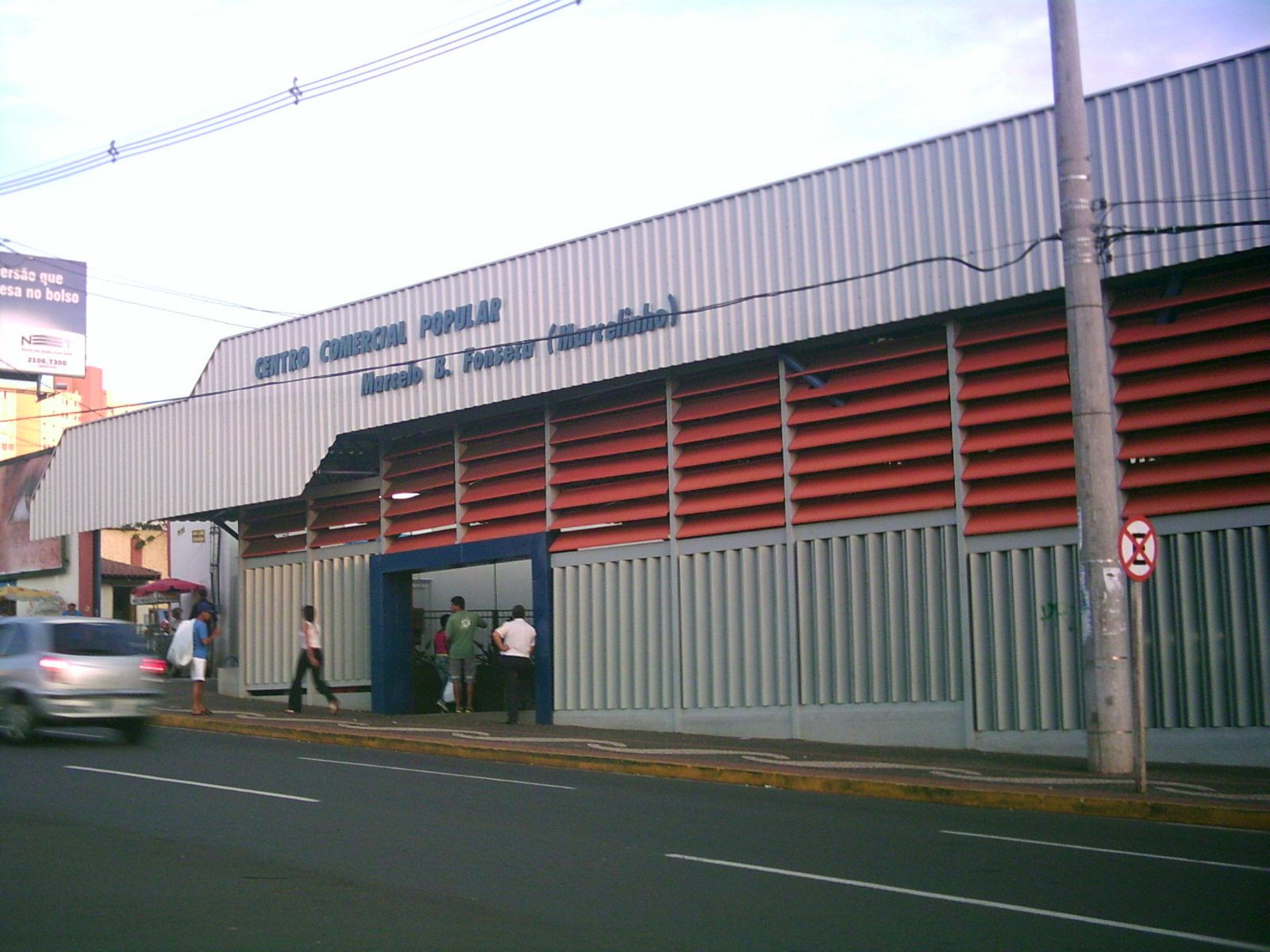
Shopping Popular

La population de Campo Grande correspond à 31,77 % do total de l’État et la recette de l’« Impôt sur la Circulation des Marchandises et Services » est de 59,83 %.
La population économiquement active de la municipalité totalise 333 500 personnes (189 200 hommes et 144 300 femmes).
La plus grande partie de la main-d’œuvre est absorbée par le secteur tertiaire (commerce et services). Malgré cela, l'union des secteurs primaire et secondaire, spécialement dans l'industrie agricole a un rôle important dans l’économie locale. L'élevage bovin fournit aux abattoirs locaux qui exportent la viande vers les autres États du Brésil. En plus de l’industrie des aliments, il y a d’autres secteurs très actifs comme celle des minerais non-métalliques, et de la construction civile. Les principales cultures sont : le soja, le riz et la manioc. Selon l’IBGE, il y aurait à Campo Grande, 11600 commerces et 1300 industries de transformation.
| Croissance du PIB de Campo Grande | Croissance du PIB de Campo Grande | Croissance du PIB de Campo Grande |
| Année                             | PIB (R$)                          | PIB par personne(R$)              |
| --------------------------------- | --------------------------------- | --------------------------------- |
| 1999                              | 3 218 770 000,00                  | 4 896,44                          |
| 2000                              | 3 621 488 000,00                  | 5 385,27                          |
| 2001                              | 3 847 086 995,00                  | 5 593,90                          |
| 2002                              | 4 150 663 389,00                  | 5 903,29                          |
| 2003                              | 4 732 270 712,00                  | 6 583,00                          |
| 2004                              | 5 285 687 963,00                  | 7 199,60                          |

Campo Grande possède un aéroport (code AITA : CGR).

## Personnalités liées à Campo Grande
- Rafael Silva, judoka brésilien, médaillé olympique.
- Leonardo de Deus, nageur brésilien
- Müller, footballeur brésilien
- Diego Rosa (1989-), footballeur né à Campo Grande.